# Kusti Kulo

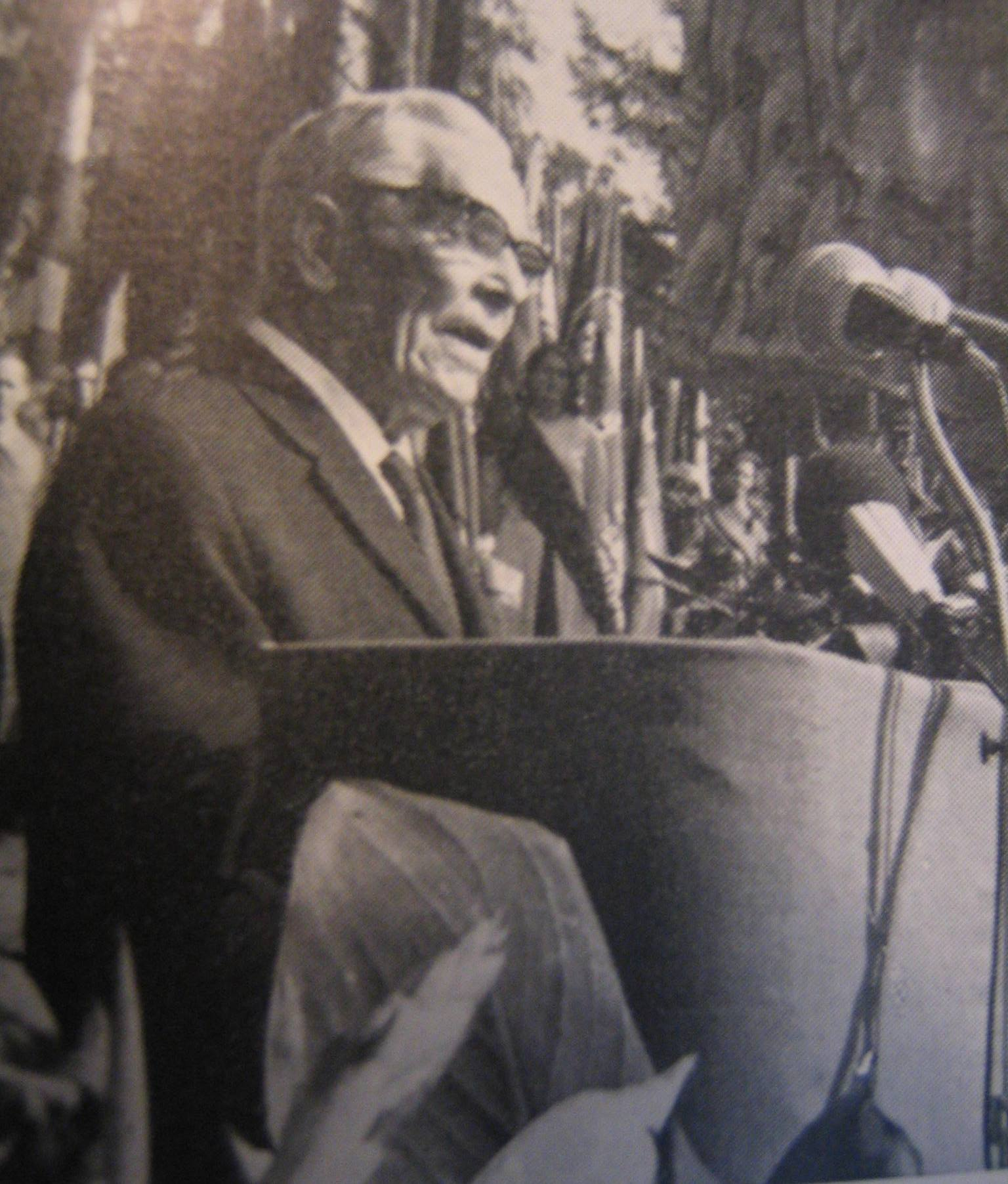
Kusti Kulo.

Gustaf (Kusti) Ludvig Kulo (till 1906 Källberg), född 17 november 1887 i Tavastehus, död 13 april 1973 i Helsingfors, var en finländsk politiker.
Kulo, som var son till vaktmästare Gustaf Adolf Kulo och Elisabet Isojärvi, genomgick folkskola, fortsättningskurs och hantverkarskola. Han var stationskarl 1912–1918, kretssekreterare i Finlands socialistiska arbetarparti 1921–1922, generalsekreterare 1922–1924, upplysningssekreterare i Finlands Fackföreningars Centralförbund (FFC) 1928–1930, arbetsledare vid andelslaget Elanto 1930–1932, reklamtecknare vid Konsumtionsandelslagens centralförbund 1932–1946 och biträdande vårdchef vid Järnvägsstyrelsen 1946–1955. 
Kulo tillhörde stadsfullmäktige i Helsingfors 1945–1964, var ordförande i stadens biblioteksnämnd från 1946, medlem av förvaltningsrådet för Elanto från 1947, i styrelsen för Arbetarsparbanken från 1946, Konsumtionsandelslagens centralförbund från 1947 och i Kansabolaget från 1947. Han var ordförande i Demokratiska förbundet för Finlands folk (DFFF) 1948–1966.